# Гліниця (Глоговський повіт)
Гліниця (пол. Glinica, нім. Bansau) — село в Польщі, у гміні Жуковиці Глоговського повіту Нижньосілезького воєводства.
Населення — 141 особа (2011).
У 1975-1998 роках село належало до Легницького воєводства.

## Демографія
Демографічна структура станом на 31 березня 2011 року:
|          | Загалом | Допрацездатний вік | Працездатний вік | Постпрацездатний вік |
| -------- | ------- | ------------------ | ---------------- | -------------------- |
| Чоловіки | 69      | 10                 | 54               | 5                    |
| Жінки    | 72      | 17                 | 43               | 12                   |
| Разом    | 141     | 27                 | 97               | 17                   |